# АЕС Трікастен
АЕС Трікастен (фр. Site nucléaire du Tricastin) — діюча атомна електростанція на південному сході Франції в регіоні Овернь — Рона — Альпи.
Станція розташована на березі каналу Донзер — Мондрагон на території комуни Сен-Поль-Труа-Шато в департаменті Дром за 60 км на північ від міста Авіньйон.
АЕС складається з чотирьох енергоблоків, на яких використовуються реактори з водою під тиском (PWR) CP1 розробки Framatome потужністю по 915 МВт кожен.
Станція виробляє до 6 % всієї електроенергії у Франції.

## Інциденти
У липні 2008 року, помилково був переповнений бак з розчином, що містить природний уран. Обсяг витоку становив 18 000 літрів. У результаті в сусідніх річках був підвищений радіаційний фон. За різними оцінками в землю й річки потрапило від 75 до 360 кг природного урану. Тим не менш, ґрунтові тести показали, що рівень радіації в землі було перевищено лише на 5 % від норми.
Влада Франції ввела заборону на використання води з прилеглих річок як питної, або для поливу сільськогосподарських культур. Також під заборону потрапили риболовля, плавання та інші водні види спорту. Усього впливу радіоактивних частинок зазнали близько 100 осіб.

## Інформація по енергоблоках
| Енергоблок  | Тип реакторів | Потужність | Потужність | Початок будівництва | Фізпуск    | Підключення до мережі | Введення в експлуатацію | Закриття |
| Енергоблок  | Тип реакторів | Чиста      | Брутто     | Початок будівництва | Фізпуск    | Підключення до мережі | Введення в експлуатацію | Закриття |
| ----------- | ------------- | ---------- | ---------- | ------------------- | ---------- | --------------------- | ----------------------- | -------- |
| Трікастен-1 | PWR, CP1      | 915 МВт    | 955 МВт    | 01.11.1974          | 21.02.1980 | 31.05.1980            | 01.12.1980              | —        |
| Трікастен-2 | PWR, CP1      | 915 МВт    | 955 МВт    | 01.12.1974          | 22.07.1980 | 07.08.1980            | 01.12.1980              | —        |
| Трікастен-3 | PWR, CP1      | 915 МВт    | 955 МВт    | 01.04.1975          | 29.11.1980 | 10.02.1981            | 11.05.1981              | —        |
| Трікастен-4 | PWR, CP1      | 915 МВт    | 955 МВт    | 01.05.1975          | 31.05.1981 | 12.07.1981            | 01.11.1981              | —        |